# Parafia Opatrzności Bożej w Bydgoszczy
Parafia Opatrzności Bożej w Bydgoszczy – rzymskokatolicka parafia na bydgoskich Kapuściskach, erygowana w 1984 roku. Obowiązki duszpasterskie w charakterze proboszcza powierzono ks. Romualdowi Biniakowi, proboszczowi parafii Świętych Polskich Braci Męczenników w Bydgoszczy. W 1986 roku pierwszym proboszczem parafii został ks. Maciej Gutmajer. Pełnił tę funkcję do 2017 roku.
Parafia należy do dekanatu Bydgoszcz IV.
Budynek kościoła został zaprojektowany przez architekta Leszka Reitera.